# شهرستان المسیله
ناحیهٔ المسیلة (به عربی: مدیریة المسیلة) یک ناحیه در یمن است که در استان مهره واقع شده‌است.

## خصوصیات
ناحیهٔ المسیلة ۱۰٬۴۰۴ نفر جمعیت دارد.